# NGC 5373
NGC 5373 este o galaxie lenticulară situată în constelația Fecioara. A fost descoperită în 8 mai 1864 de către Albert Marth.